# Платер, Антон Иванович
Антон (Карл) Иванович Платер — полковник, участник русско-турецких войн.

## Биография
Родился в 1778 году, происходил из дворян Лифляндской губернии.
На военную службу поступил в 1793 году вахмистром в Лейб-гвардии Конный полк. 19 ноября 1796 года принят кавалергардом в Кавалергардские эскадроны, откуда 11 ноября 1797 года переведён обратно в Лейб-гвардии Конный полк.
19 декабря 1797 года переведён прапорщиком в Ингерманландский драгунский полк, в 1798 году произведён в подпоручики, в 1800 — в поручики.
В 1803 году переведён в Переяславский драгунский полк. В 1805 году произведён в штабс-капитаны, в 1811 году — в капитаны.
В 1818 году переведён в 1-й Бугский уланский полк. В 1819 году произведён в майоры с переводом во 2-й Бугский уланский полк.
Участвовал в Русско-турецкой войне 1806—1812 годов, награждён орденами Св. Анны 3-й степени и Св. Владимира 4-й степени, а также получил два Высочайших благоволения.
В кампаниях 1812—1814 года не участвовал. 26 ноября 1823 года награждён орденом Святого Георгия 4-го класса за 25 лет выслуги в офицерских чинах.
Платер принял участие в Русско-турецкой войне 1828—1829 годов, во время которой он находился при осаде Браилова и «за отличие в сражении» произведён в подполковники. За доблесть в делах при Варне и в сражении при лимане Девно 16 сентября 1828 года награждён орденом Св. Анны 2-й степени.
21 ноября 1831 года назначен состоять по кавалерии, а 26 марта 1838 году уволен со службы полковником с пенсионом полного жалования.

## Награды
- Орден Святой Анны 3-й степени (знак на шпагу; после реформы ордена в 1815 году соответствует 4-й степени) (июнь 1810)
- Орден Святого Владимира 4-й степени (12 января 1812)[1]
- Орден Святого Георгия 4-го класса за 25 лет выслуги в офицерских чинах (№ 3740; 26 ноября 1823)
- Орден Святой Анны 2-й степени (сентябрь 1828)